# Pendolón

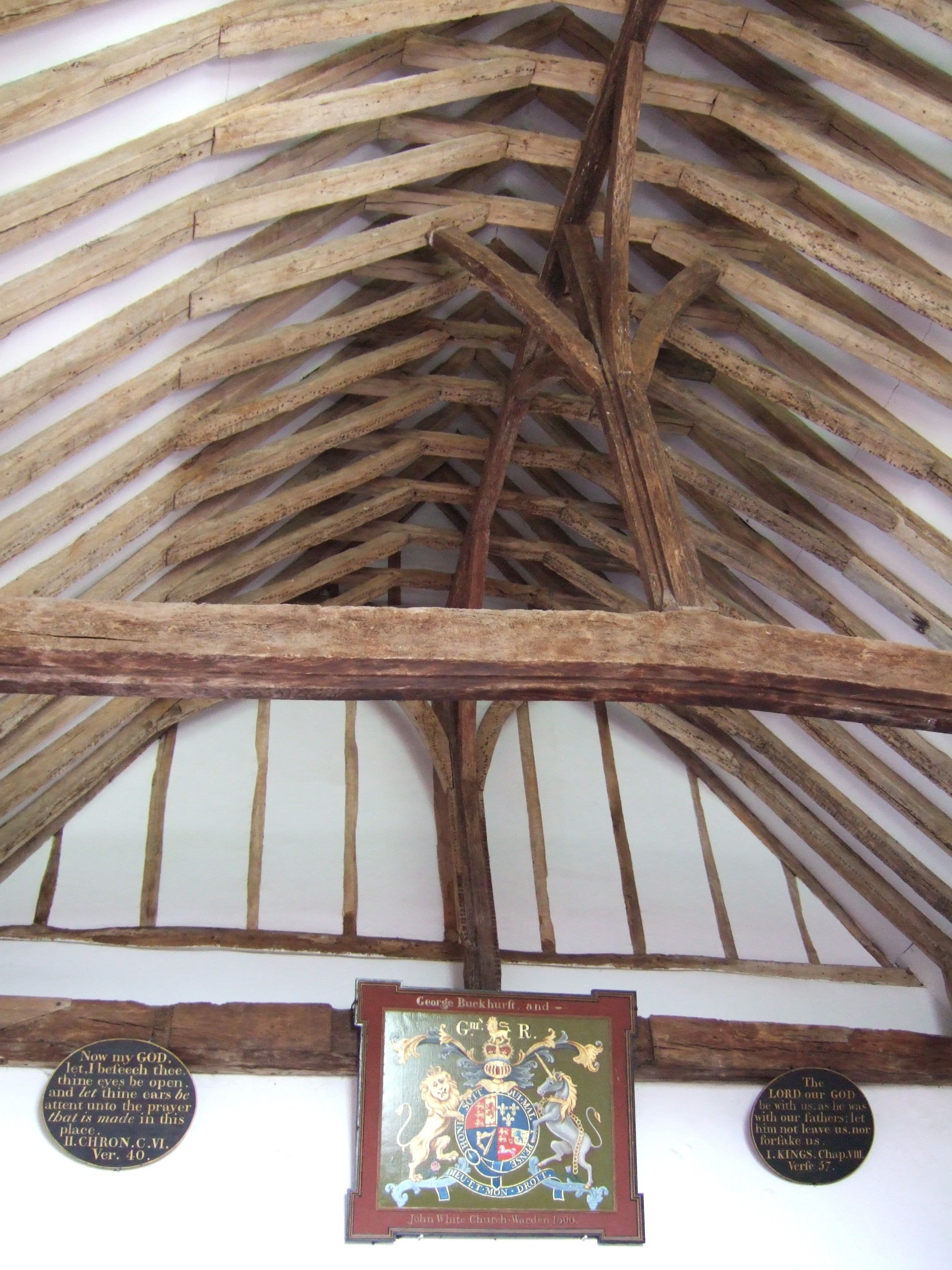
Pendola en la cubierta de la nave en la iglesia de Old Romney en Kent, Inglaterra

Tijeral latino.
Vocabulario: 1: pendolón, 2: tirante, 3: par, 4: tornapuntas.

Un pendolón es la péndola central vertical utilizado en diseños arquitectónicos o de puentes, que trabaja en tensión para soportar una viga inferior desde el vértice de una armadura por encima (mientras que una péndola, aunque visualmente similar, soporta elementos de arriba desde la viga de abajo).

## Arquitectura

Tijeral con par y pendolón

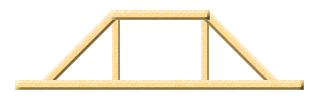
Tijeral con péndolas a lo paladio

Un pendolón se extiende verticalmente desde una viga transversal (el tirante ) hacia el vértice de una armadura triangular. El pendolón, en sí mismo está en tensión, conecta el vértice de la armadura con su base, sosteniendo la viga de unión (también en tensión) en la base de la armadura. El poste se puede reemplazar con una barra de hierro. Este tipo de tijeral en par y nudillo con tornapuntas también se denomina "tijeral latino".
En la estructura de madera tradicional, una péndola se parece a un pendolón, pero estructuralmente es muy diferente: mientras que el pendolón está en tensión, por lo general soportando la viga de amarre como una armadura, la péndola está soportada por la viga de amarre y está en compresión . La péndola se eleva a una viga llamada puente sin llegar a la hilera o vértice como lo hace el pendolón. Históricamente, este tipo de tijeral se llamaba tijeral del rey en Inglaterra, pero este uso está actualmente obsoleto.
Una construcción de armadura alternativa utiliza dos péndolas. Estos postes verticales, colocados a lo largo de la base de la armadura, están soportados por los lados inclinados de la armadura, en lugar de llegar a su vértice. Una variante agrega una viga en nudillo denominada puente sobre las péndolas, denominándose tijeral a lo Palladio. Se puede quitar una sección de la viga de unión entre las péndolas para crear un techo de vigas de martillo .

## Tijeral triangular de par y pendolón

Un diagrama de las partes de un tijeral de par y pendolón

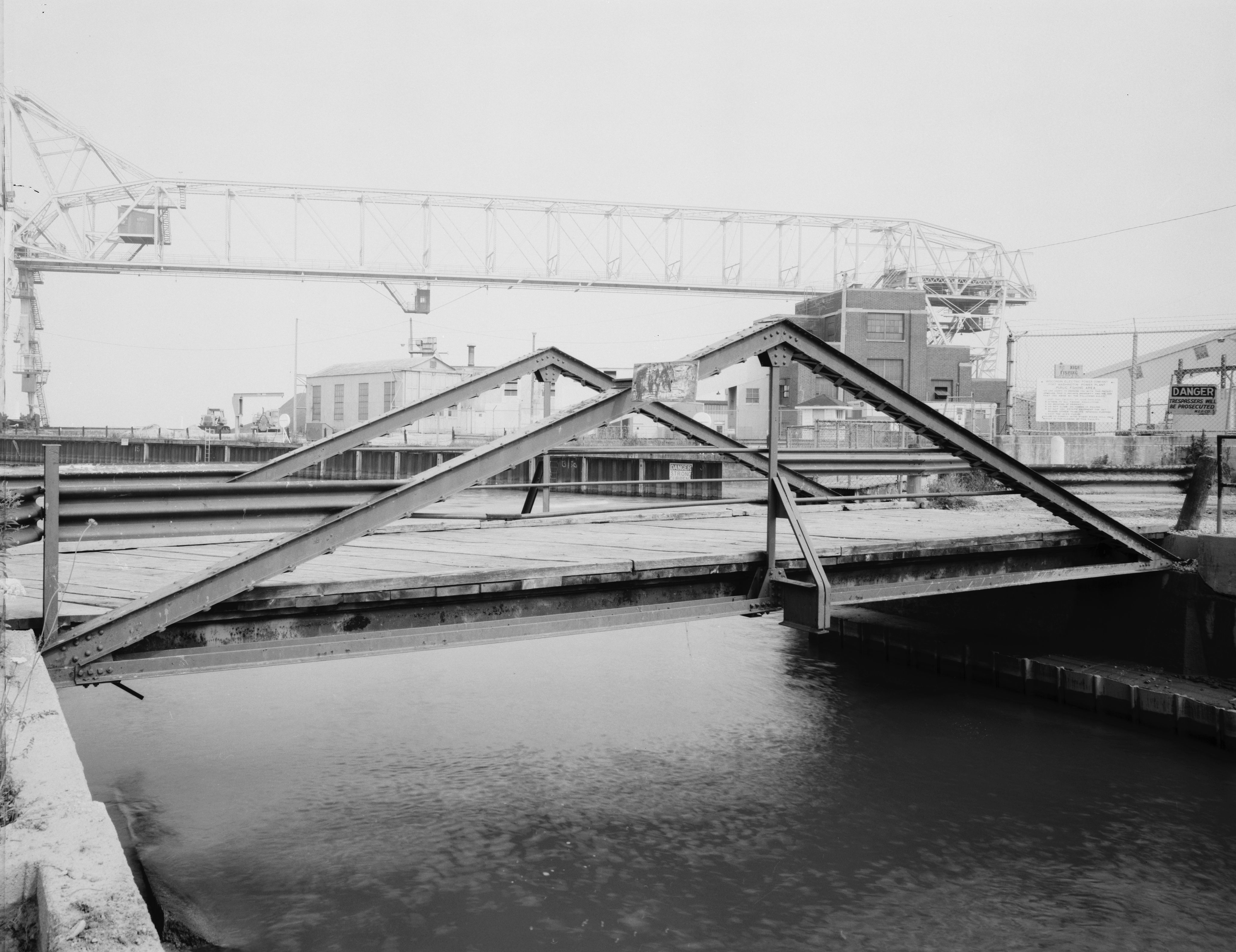
Un puente de armadura con pendolón

Los tijerales de pendolón se utilizan para armaduras de techo simples y puentes de tramos cortos. Es la forma más simple de tijeral en el sentido de que está construida con la menor cantidad de miembros (longitudes individuales de madera o metal). Estos tijerales constan de dos miembros diagonales que se unen en el vértice de la armadura, una viga horizontal que sirve para unir el extremo inferior de las diagonales y el poste principal que conecta el vértice con la viga horizontal de abajo. Para una armadura de techo, los elementos diagonales se denominan pares y el elemento horizontal puede servir como viga de techo. Un puente requeriría dos tijerales de pendolón con la superficie de conducción entre ellas. Un techo generalmente utilizará muchos tijerales una al lado del otro dependiendo del tamaño de la estructura.
Pont-y-Cafnau, el primer puente ferroviario de hierro del mundo, es del tipo pendolón.

## Historia

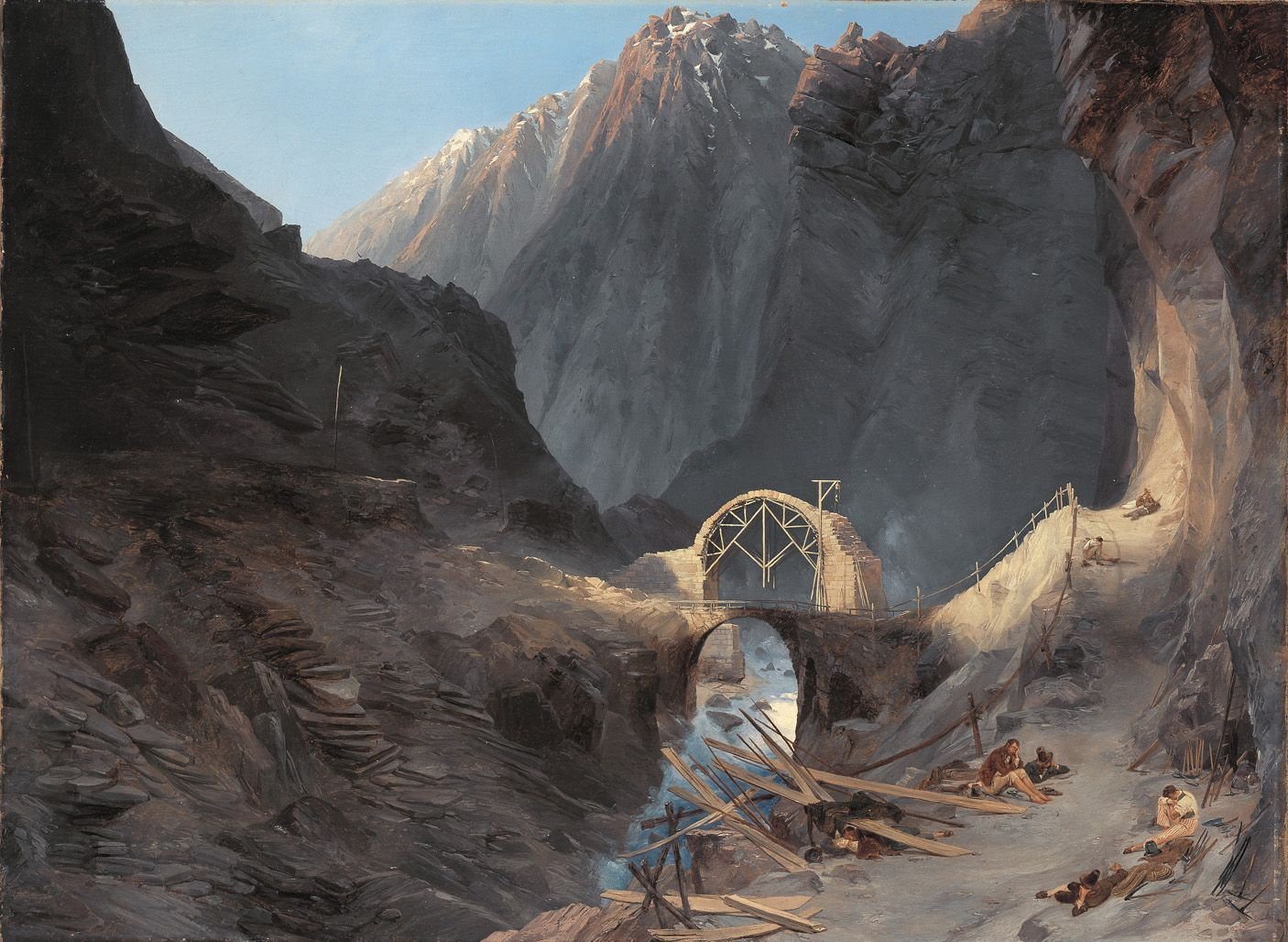
Construyendo el Puente del Diablo (detalle), Karl Blechen (c. 1833).

Los pendolones se utilizaron en la construcción de techos con entramado de madera en los edificios romanos, y en la arquitectura medieval en edificios como iglesias parroquiales y graneros de diezmos . La armadura de techo más antigua que se conserva en el mundo es una con tijeral con pendolón en el Monasterio de Santa Catalina, Egipto, construida entre 548 y 565.
Los pendolones también aparecen en la arquitectura del renacimiento gótico la arquitectura de estilo Reina Ana y, ocasionalmente, en la construcción moderna. Los tijerales de pendolón también se utilizan como elemento estructural en puentes de madera y de metal.
Una pintura de Karl Blechen de alrededor del año 1833 que ilustra la construcción del segundo Puente del Diablo (Teufelsbrücke) en el desfiladero de Schöllenen muestra varios pendolones suspendidos del vértice de la cimbra sobre la que se ha colocado el arco de mampostería. En este ejemplo, las vigas en compresión están soportadas por cada poste principal varios pies por debajo del vértice, y se puede ver claramente que la parte inferior de los postes principales no tiene soporte.

## Tijeral normando

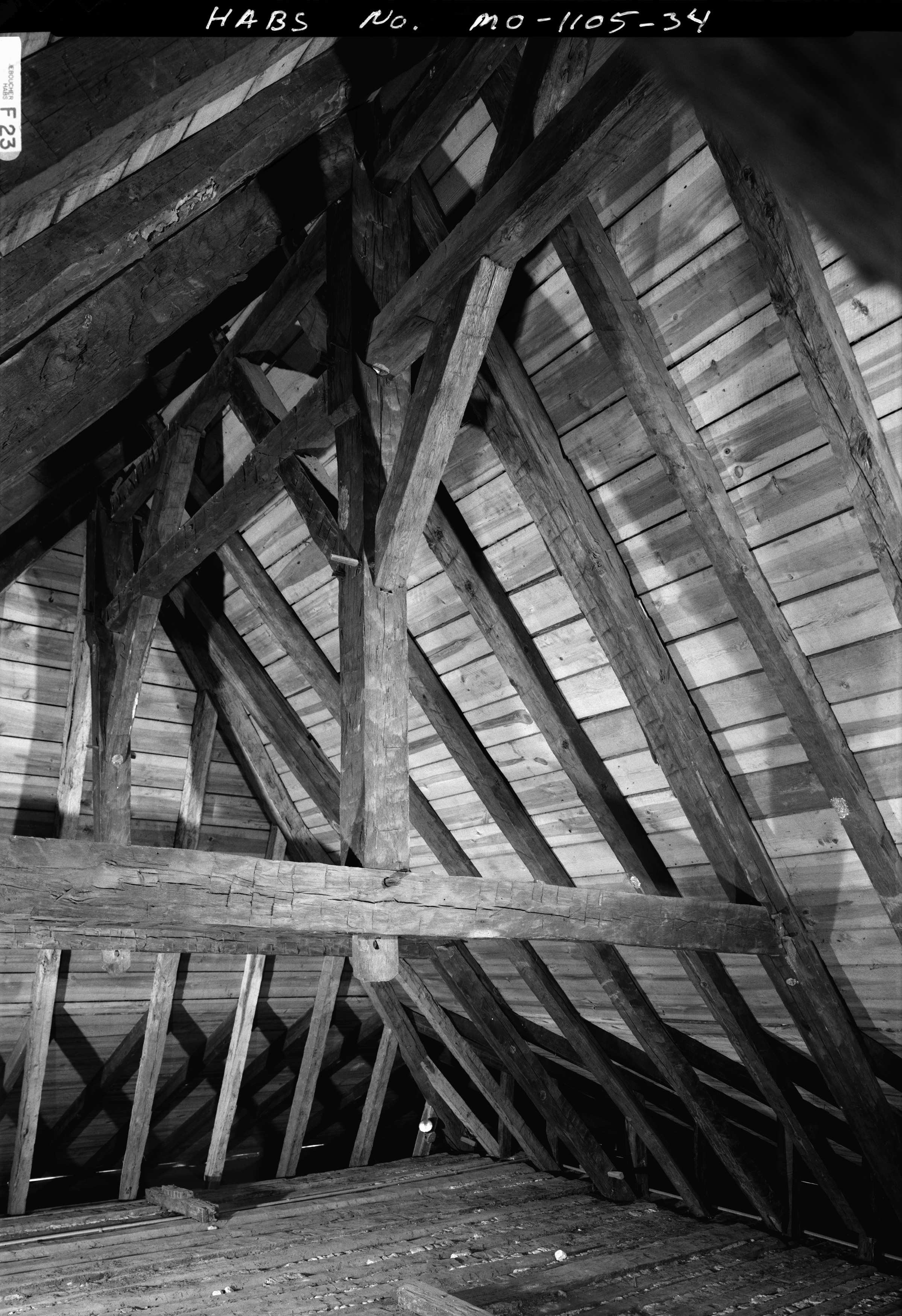
El "tijeral normando" en la Casa Bolduc del siglo XVIII en Ste. Genevieve, Misuri

Los historiadores de la arquitectura en las ciudades coloniales francesas St Louis, Missouri y Nueva Orleans, Luisiana, usan el término "techo normando" para referirse a un techo inclinado; está sostenido por lo que ellos llaman una "armazón normanda", que es similar a un tijeral de pendolón. Se trata de una armadura de correas  que consta de una viga de amarre o tirante y hojas de armadura emparejadas, con un pendolón central para soportar la cumbrera del techo. El nombre deriva de la creencia de que este sistema de construcción fue introducido en América del Norte por colonos de Normandía en el norte de Francia, pero en realidad es un nombre inapropiado ya que el sistema tenía un uso muy amplio. La diferencia entre un tijeral normando y un tijeral de pendolón es que el tirante en un tijeral normando es técnicamente una nudillo (una viga entre los pares por encima de la unión del par y la solera de amarre o carrera) donde el tijeral de pendolón y los pares se unen a los tirantes.